# Động đất Les Saintes 2004
Động đất Les Saintes 2004 là trận động đất xảy ra vào lúc 7:41 (theo giờ địa phương), ngày 21 tháng 11 năm 2004. Trận động đất có cường độ 6.3 richter, tâm chấn độ sâu khoảng 13 km.
 Động đất đã gây ra sóng thần lên đến 2 m. Hậu quả trận động đất đã làm 1 người chết, 13 người bị thương.